# Salicilato di fenile
Il salicilato di fenile (storicamente chiamato salòlo) è l'estere dell'acido salicilico e del fenolo, da cui viene preparato direttamente per mescolamento e riscaldamento. A temperatura ambiente si presenta come un solido bianco dall'odore tenue aromatico.
Sintetizzato per la prima volta nel 1886 dal chimico svizzero Marceli Nencki, ha trovato uso in passato come antisettico e blando analgesico della classe dei salicilati.
Oggi viene impiegato nella sintesi di alcuni polimeri, lacche, adesivi e cere.